# Mosviks kommun
Mosvik kommun (norska: Mosvik kommune) var en tidigare kommun i Nord-Trøndelag fylke i Norge. Den administrativa huvudorten var Mosvik. 
Längdskidåkaren Petter Northug är från Mosvik.

## Administrativ historik
Mosviks kommun upprättades den 1 januari 1901 när den dåvarande kommunen Mosvik og Verran delades i två och de båda kommunerna Mosvik respektive Verran bildades. Kommunen hade 969 invånare vid upprättandet.
Den 1 januari 1968 överfördes ett bebott område (Fram-Verran med 395 invånare) från Verrans kommun till Mosviks kommun.
Den 1 januari 2012 gick kommunen upp i Inderøy kommun. 

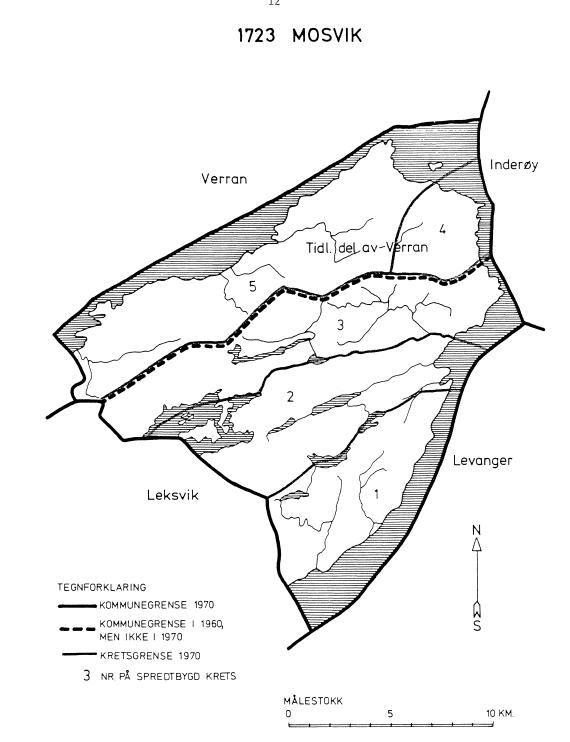
Karta över den tidigare kommunen som den såg ut 1970. Området norr om den streckade linjen (Fram-Verran) fördes 1968 över från dåvarande Verrans kommun. Hela området utgör idag en del av Inderøy kommun.

## Bilder

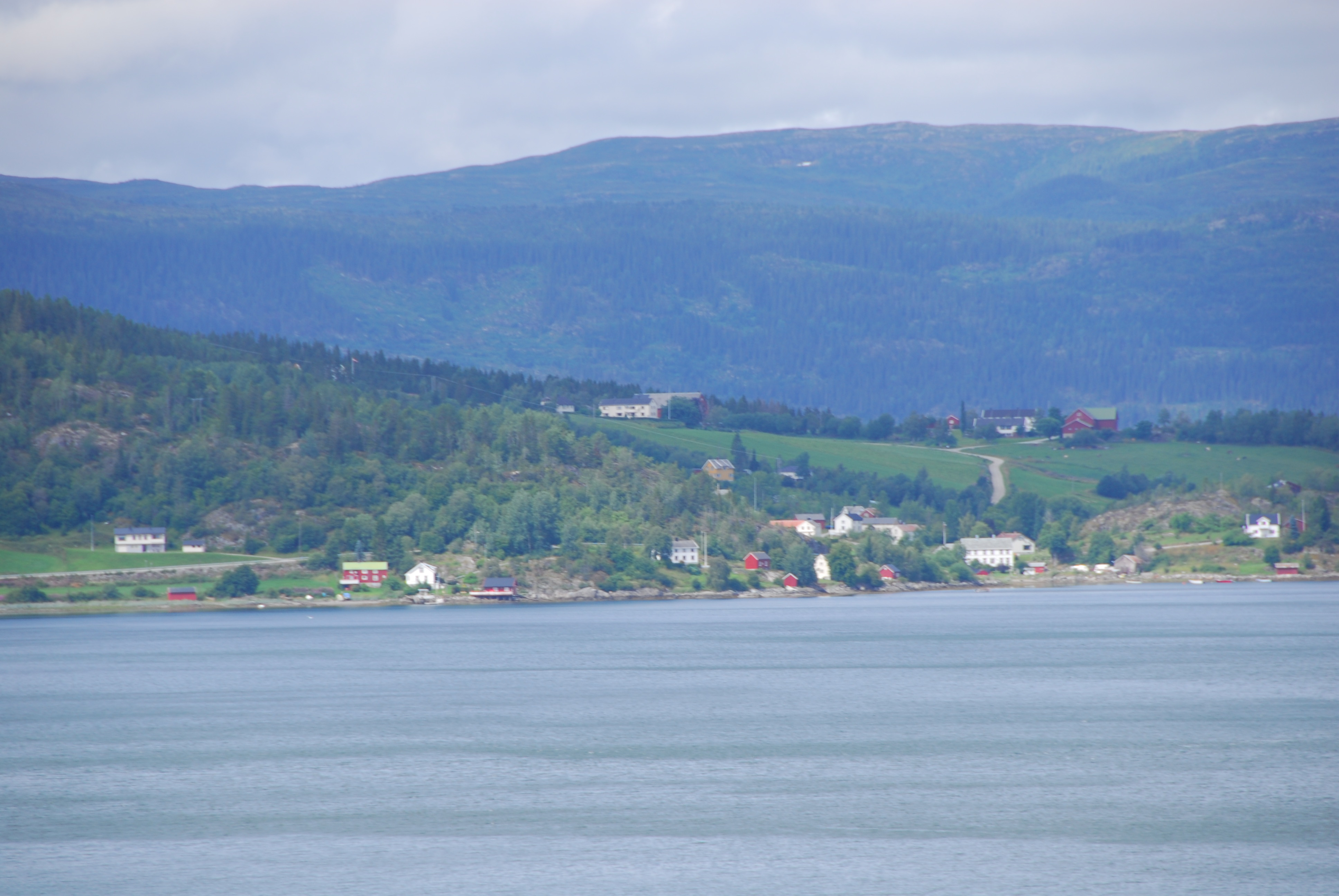
Venneshamn.
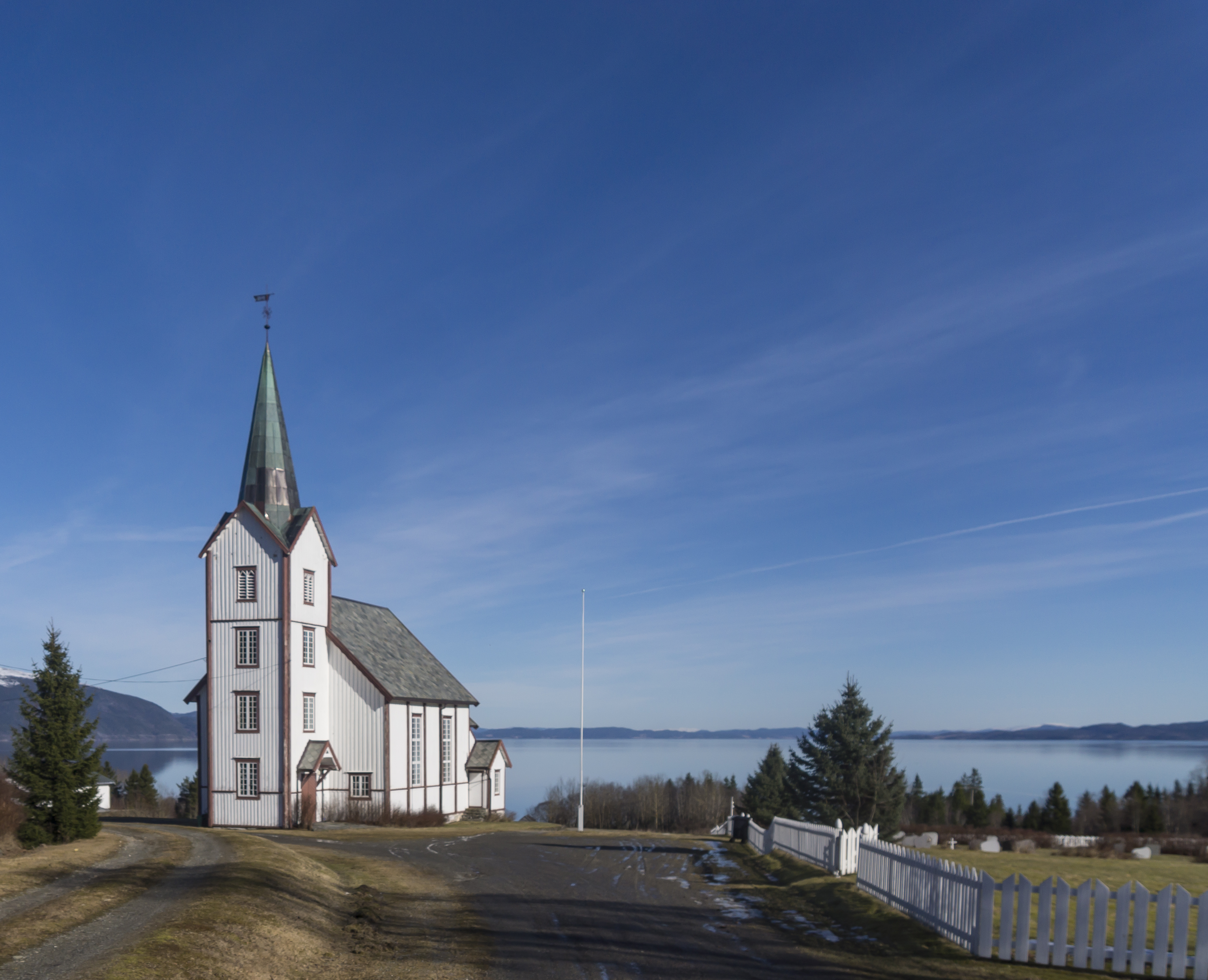
Vestviks kyrka.
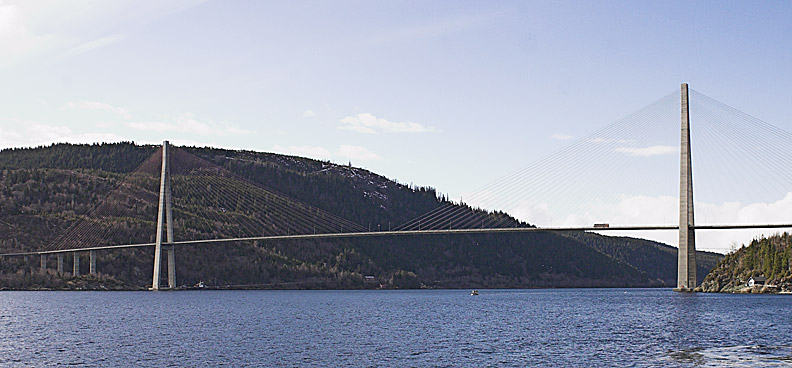
Skarnsundsbron.